# الدوري الكويتي 2009–10
انطلق الدوري الكويتي لموسم 2009/2010 في يوم 1 ديسمبر 2009، وشارك في الدوري ثمانية فرق بعد هبوط نادي الشباب الكويتي وصعود نادي الصليبخات.
وسيكون نظام الدوري من ثلاثة أقسام، وينتهي الدوري في شهر أبريل 2010.

## الفرق المشاركة
| الفريق         | الملعب               | عدد مرات الفوز بالدوري | المدرب                        |
| -------------- | -------------------- | ---------------------- | ----------------------------- |
| نادي العربي    | ملعب صباح السالم     | 16                     | غوران سكوسيتش                 |
| نادي القادسية  | ملعب محمد الحمد      | 12                     | محمد إبراهيم                  |
| نادي الكويت    | ملعب نادي الكويت     | 10                     | محمد عبد الله آرثر بيرنانديس. |
| نادي السالمية  | ملعب ثامر            | 4                      | وليام توماس                   |
| نادي كاظمة     | ملعب الصداقة والسلام | 4                      | إيلي بلاتشي                   |
| نادي التضامن   | ملعب مساعد الشنفا    | 0                      | ألكسندر مولدوفان              |
| نادي الصليبخات | ملعب نادي الصليبخات  | 0                      | ثامر عناد عبد الله اليرموك    |
| نادي النصر     | ملعب علي صباح السالم | 0                      | مارسيلو كابو                  |

## ترتيب الدوري
| الفريق         | لعب | فاز | تعادل | خسر | له | عليه | النقاط |
| -------------- | --- | --- | ----- | --- | -- | ---- | ------ |
| نادي الكويت    | 14  | 9   | 3     | 2   | 23 | 13   | 30     |
| نادي القادسية  | 14  | 9   | 2     | 3   | 32 | 12   | 29     |
| نادي النصر     | 14  | 8   | 3     | 3   | 20 | 14   | 27     |
| نادي كاظمة     | 14  | 7   | 4     | 3   | 27 | 17   | 25     |
| نادي العربي    | 14  | 3   | 9     | 2   | 16 | 11   | 18     |
| نادي السالمية  | 14  | 4   | 5     | 5   | 16 | 17   | 17     |
| نادي التضامن   | 14  | 1   | 2     | 11  | 7  | 30   | 5      |
| نادي الصليبخات | 14  | 1   | 0     | 13  | 10 | 37   | 3      |

## الأحداث
في 10 ديسمبر 2009 بمباراة نادي التضامن ونادي القادسية، أُقيم مهرجان اعتزال لاعب نادي التضامن فهد دابس، وقد شارك في المباراة كاملة، وقد أقيمت مباراة استعراضية بين عدد من اللاعبين القدامى قبل المباراة.
في يوم 20 ديسمبر 2009 سجل خلف السلامة لاعب نادي القادسية هدفه رقم 100 مع ناديه منذ انضمامه إليه في عام 2004.
شهدت مباراة نادي العربي ونادي القادسية في 24 ديسمبر 2009 توتر شديد، وطرد الحكم ثامر العنزي مدير الكرة في نادي القادسية إبراهيم المسعود، وتشابك حمد العنزي وعبد الله الحداد في المباراة، وبعد نهاية المباراة تشابك نهير الشمري وعلي عمر، وشهدت المباراة أيضا مناوشات بين جمهور العربي والقادسية بعبوات المياه البلاستيكية، وطرد مدير الكرة في نادي العربي عبد العزيز المطوع ومشرف الفريق عبد العزيز حافظ، وقد نادي العربي طلبا في يوم 27 ديسمبر 2009 بعدم إسناد أي مباراة يكون هو طرفا فيها للحكم ثامر العنزي، وأعلن بأن إدارة النادي ليست مسؤولة عن سلامة الحكم في حالة إسناد أي مباراة له يكون النادي طرفا فيها.
وشهدت مباراة نادي كاظمة ونادي الصليبخات في 25 ديسمبر 2009 أحداث بعد طرد مدافع الصليبخات فيصل دشتي مما أدى إلى دخول إداريين نادي الصليبخات وطرد مدرب الصليبخات ثامر عناد وطرد طارق الشمري وطرد بعد ذلك مدرب كاظمة إيلي بلاتشي.
في مباراة نادي العربي ونادي الكويت في 9 يناير 2010 طرد لاعبين من نادي الكويت وهما جراح العتيقي وفهد عوض، وقد قال رئيس نادي الكويت عبد العزيز المرزوق بأن الحكم علي محمود يتحمل إضاعة الفوز من فريقه والتسبب بحرمان فريقه من لاعبين مهمين قبل مباراتهم مع نادي القادسية.
وقد شهدت مباراة نادي العربي ونادي الكويت في 9 يناير 2010 مهرجان تكريم اللاعب حمود ماجد لاعب نادي العربي السابق، وأقيم المهرجان برعاية النائب في مجلس الأمة الكويتي خلف دميثير وحضور رئيس نادي العربي جمال الكاظمي ورئيس نادي الكويت عبد العزيز المرزوق.
قام الحكم محمود البلوشي بإشهار البطاقة الصفراء للاعب نادي كاظمة علي المشموم ثلاثة مرات، فبادر الحكم الرابع بتنبيهه ليقوم بطرده، وقد تم استبدال الحكم المساعد الثاني خليفة المنيع بالحكم الرابع عباس الشمري بعد أن تعرض لتمزق عضلي، وقد احتج مدرب نادي القادسية محمد إبراهيم على هدفي كاظمة في المباراة حيث الهدف الأول كان رمية تماس لمصلحة القادسية، وفي الهدف الثاني كان الخطأ خارج منطقة الجزاء واللاعب كان في الأصل في حالة تسلل.
شهدت مباراة نادي النصر ونادي القادسية في 31 يناير 2010 اعتزال لاعب نادي النصر حكيم طراد برعاية محافظ الجهراء مبارك الحمود الصباح الذي حضر نيابة عنه عويد المشعان والمحامي خالد عايد العنزي، وقام رئيسا القادسية والنصر بتكريم اللاعب.
شهدت مباراة نادي القادسية ونادي العربي في 3 فبراير 2010 اعتزال لاعب نادي القادسية طلال النملان تحت رعاية أحمد الفهد الأحمد الصباح نائب رئيس مجلس الوزراء للشؤون الاقتصادية ووزير التنمية ووزير الإسكان وسط حضور أعضاء مجلس الأمة سالم النملان وحسين الحريتي وسعد الخنفور وشعيب المويزري وسعد زنيفر ومخلد العازمي ودليهي الهاجري ووزير الكهرباء بدر الشريعان، وتم تكريم اللاعب من قبل رئيس نادي العربي جمال الكاظمي ورئيس نادي القادسية محمود الرزوقي.
في 3 فبراير 2010 شهدت مباراة نادي القادسية ونادي العربي طرد مدرب نادي العربي دراغان سكوسيتش في أوائل الشوط الثاني وذلك لاعتراضاته المستمرة.
شهدت مباراة نادي التضامن ونادي الكويت اعتزال لاعب نادي التضامن أحمد القبندي الذي كان برعاية الشيخ أحمد الفهد الأحمد الصباح.
عندما طرد طلال نايف في مباراة نادي النصر ونادي التضامن في 11 فبراير 2010 مما أدى إلى احتجاج اللاعب لينزل فهد نايف شقيق اللاعب من المدرجات ويعتدي على حكم اللقاء، مما أدى إلى إيقاف المباراة لمدة 7 دقائق.
شهدت مباراة نادي كاظمة ونادي القادسية في 15 فبراير 2010 اعتزال لاعب نادي كاظمة عبد الله الدويسان في المهرجان الذي كان تحت رعاية الشيخ جابر المبارك الحمد الصباح النائب الأول لرئيس مجلس الوزراء ووزير الدفاع وأناب عنه بالحضور عبد الله الفارس.

## الإحصاءات

### الانضباط
- أول حالة طرد في الدوري : حمد أمان (نادي كاظمة × نادي التضامن 0:2 في 1 ديسمبر 2009).[18]

حالات الطرد  
- حمد أمان (نادي كاظمة × نادي التضامن 0:2 في 1 ديسمبر 2009).[18]
- فهد العنزي (نادي العربي × نادي كاظمة 2:2 في 11 ديسمبر 2009).[19]
- عبد الله الشمالي (نادي العربي × نادي القادسية في 24 ديسمبر 2009).[7]
- أحمد سعد الرشيدي (نادي العربي × نادي القادسية في 24 ديسمبر 2009).[7]
- ماجد مصطفى (نادي الكويت × نادي التضامن في 25 ديسمبر 2009).[20]
- طارق الشمري (نادي كاظمة × نادي الصليبخات في 25 ديسمبر 2009).[10]
- فيصل دشتي (نادي كاظمة × نادي الصليبخات في 25 ديسمبر 2009).[10]
- جراح العتيقي (نادي العربي × نادي الكويت في 9 يناير 2010).[11]
- فهد عوض (نادي العربي × نادي الكويت في 9 يناير 2010).[11]
- ماركوس برونو (نادي الصليبخات × نادي التضامن في 10 يناير 2010).[21]
- جهاد الحسين (نادي القادسية × نادي كاظمة في 17 يناير 2010).[12]
- علي المشموم (نادي القادسية × نادي كاظمة في 17 يناير 2010).[12]
- حمد العنزي (نادي الصليبخات × نادي القادسية في 22 يناير 2010).[22]
- صالح الشيخ (نادي القادسية × نادي التضامن في 26 يناير 2010).[23]
- محمد جمال (نادي كاظمة × نادي العربي في 27 يناير 2010).[24]
- أندريه بيريرا (نادي الكويت × نادي كاظمة في 31 يناير 2010).[25]
- ساشا بلاجوفيتش (نادي الصليبخات × نادي كاظمة في 4 فبراير 2010).[15]
- أليكس كليفرسون (نادي السالمية × نادي القادسية في 7 فبراير 2010).[26]
- طلال نايف (نادي النصر × نادي التضامن في 11 فبراير 2010).[27]
- ماركوس برونو (نادي الصليبخات × نادي الكويت في 15 فبراير 2010).[28]
- دي سيلفا جونيور (نادي التضامن × نادي السالمية في 15 فبراير 2010).[29]
- بدر المطوع (نادي كاظمة × نادي القادسية في 15 فبراير 2010).[30]

### الهداف
: 9 أهداف
- باتريك فابيانو (النصر)

8 أهداف
- فراس الخطيب (القادسية)

7 أهداف
- محمد زينو (العربي)

6 أهداف
- فهد الفهد (كاظمة)
- أحمد عجب (القادسية)

#### أكثر عدد من الأهداف للاعب في مباراة واحدة
- أحمد البلوشي (نادي السالمية × نادي الصليبخات 0:4 في 31 يناير 2010).[31]
- محمد زينو (نادي العربي × نادي الصليبخات 0:4 في 11 فبراير 2010).[32]

#### أول هاتريك
- أحمد البلوشي (نادي السالمية × نادي الصليبخات 0:4 في 31 يناير 2010)[31]

#### هدف في مرمى فريقه
- خالد الشمري (نادي الكويت × نادي كاظمة 2:2 في 31 يناير 2010).[25]
- أحمد العيدان (نادي الكويت × نادي كاظمة 2:2 في 31 يناير 2010).[25]